# Хартвел (Мисури)
Хартвел (енгл. Hartwell) насељено је место без административног статуса у америчкој савезној држави Мисури.

## Демографија
По попису из 2010. године број становника је 16, што је 0 (0,0%) становника више него 2000. године.
| Група             | 2000.      | 2010.       |
| Белци             | 15 (93,8%) | 16 (100,0%) |
| Афроамериканци    | 0 (0,0%)   | 0 (0,0%)    |
| Азијати           | 0 (0,0%)   | 0 (0,0%)    |
| Хиспаноамериканци | 1 (6,3%)   | 0 (0,0%)    |
| Укупно            | 16         | 16          |